# Chonguri
Chonguri is een muziekalbum van de cellist Thomas Demenga. Het is genoemd naar de openingstrack van het album, een compositie voor chonguri, een soort luit, door Sulkhan Tsintsadze. Demenga, een bekend solist op de cello, heeft een aantal kortdurende werken uit de klassieke muziek voor cello bewerkt, af en toe aangevuld met piano en accordeon. Het zijn muziekstukken geworden, die Demenga als toegift speelt na een soloconcert. Het album bevat ook twee stukken van zijn eigen hand. Zoals Demenga zelf schreef was componeren niet zijn stiel, maar cello spelen des te meer. Het album is in Sandhausen opgenomen, niet ver van Heidelberg.

## Musici
- Thomas Demenga - cello
- Thomas Larcher - piano
- Teodoro Anzellotti – accordeon

## Composities
- Sulkhan Tsintsadze - Chonguri
- Johann Sebastian Bach - Das alte Jahr vergangen ist
- Bach - Herr Gott, Nun schleuss' den Himmer auf
- Gaspar Cassadó - Danse du diable vert
- Frédéric Chopin - Nocturne in cis mineur
- Gabriel Fauré - Romance
- Anton Webern - Drie kleine stukken (1914)
- Webern - Twee kleine stukken (1899)
- Bach - Ich ruf' zu Dir, Herr Jesu Christ
- Fauré - Après un rêve
- Chopin - Nocturne in Es majeur opus 9.2
- Franz Liszt - La lugubre gondola
- Demenga - Eine kleine Erregung (über Berg und Bach)
- Bach - Meine Seele erhebet den Herrn
- Faure - Berceuse
- Darius Milhaud - Vocalise-étude pour voix élévées
- Demenga -New York Honk

## Websites
- discogs.com. Thomas Demenga, Thomas Larcher, Teodoro Anzellotti – Chonguri, 2006.